# Слива Олександра Корніївна
Олекса́ндра Корні́ївна Сли́ва (1904 , Дмитрівка, Піщанська волость, Золотоніський район, Полтавська губернія, Російська імперія  — липень 1942 , Золотоноша, Золотоніський район, Полтавська область, Українська РСР, СРСР ) — українська радянська діячка, селянка. Депутат Верховної Ради УРСР 1-го скликання (1938–1942).

## Біографія
Народилася 1904 року в бідній селянській родині в селі Дмитрівка, тепер Золотоніський район, Полтавська область, Україна. У півторарічному віці залишилася без батька.
З 1911 року була пастухом на хуторі Мелесівці Золотоніського повіту. Потім, до 1922 року, наймитувала в заможних селян Золотоніського повіту Полтавської губернії. У 1922 року вийшла заміж за наймита Максима Сливу, працювала у власному сільському господарстві.
З 1930 року — колгоспниця, з 1931 року — доярка колгоспу «Більшовик» села Дмитрівка Золотоніського району Полтавщини. Досягала високих надоїв молока, за гарний догляд корів і вирощування телят отримувала диплом та грошові премії, брала участь у Всесоюзній сільськогосподарській виставці в Москві.
З початку 1938 року — завідувачка молочнотоварної ферми (потім — свиноферми) колгоспу «Більшовик» села Дмитрівка Золотоніського району Полтавської області.
26 червня 1938 року обрана депутатом Верховної Ради УРСР 1-го скликання по Золотоніській виборчій окрузі № 166 Полтавської області.
Під час німецько-радянської війни не евакуювалася, залишилася на окупованій території.
Розстріляна нацистами наприкінці липня 1942 року у військовому містечку на південній околиці Золотоноші.